# Рудник Лорд-Нельсон
Рудник Лорд-Нельсон — колишній гірничодобувний майданчик на заході Австралії, одна з копалень, що виникли на рудному полі Сендстоун.
Золоторудне родовище Лорд-Нельсон виявила в 2004 році компанія Troy Resources. Вже у 2005-му його ввели в розробку, яка тривала до 2010-го та привела до вилучення 1,45 млн тонн руди, що дало змогу отримати 6,5 тонни золота.
Розробка велась відкритим способом через кар'єр, що досягнув глибини в 60 метрів.